# Іліаді Ксенія Олександрівна
Ксенія Олександрівна Іліаді (нар.. 1895, Бессарабія. Точних відомостей про дату і місце смерті немає) — радянська лікарка-фтизіатриня.

## Біографія
Народилась в 1895 році в Бессарабії, в родині грецького походження однією з 16 дітей. Великій родині допомагали родичі, малу Ксеню забрала до себе бабуся, яка мешкала в Кишиневі. Там вона вчилась у церковно-парафіяльній школі, а потім у гімназії.
У 1917 році Ксенія Іліаді переїхала до Харкова. Родина Іліаді залишилась у Бессарабії, яка була окупована Румунією у 1918 році. Під час революції і потім громадянської війни Ксенія працювала в Харкові як волонтерка медсестрою.
У 1921 році поступила до 1-го Харківського медичного інституту. У 1928 році закінчила його і стала лікаркою-фтизіатринею. По закінченні працювала переважно в тубдиспансері № 2.

### Діяльність в роки німецької окупації Харкова
У 1940 році внаслідок укладання пакту Молотова — Ріббентропа Бессарабія ввійшла до складу СРСР. Ксенія Іліаді забрала до себе батьків, вже літніх і важко хворих. В 1941 році Харків був окупований загарбниками. Іліаді не мала можливості вивезти в евакуацію батьків і залишилася з ними в Харкові. Батьки померли в 1942—1943 роках.
В окупованому Харкові Ксенія Іліаді, ризикуючи життям, рятувала молодих людей від вивозу до Німеччини, виписуючи їм фіктивні довідки про відкриту форму туберкульозу. Для достовірності діагнозу вона робила пацієнтам штучний пневмоторакс, що було небезпечним для життя при тих умовах і розвитку медицини. Але високий професіоналізм Іліаді дозволяв робити цю небезпечну процедуру. Довідки вона виписувала в тому числі й німецькою, знаючи, що окупаційна влада має до них більше довіри.
Ксенія Іліаді врятувала сотні життів. Її із вдячністю згадував Микола Бакшеєв, харківський лікар-гінеколог, хворий на туберкульоз, якому Іліаді видала необхідні документи. Завдяки їм Бакшеєв навіть залишився жити у власному домі, оскільки німці боялися заходити в будинки туберкульозних хворих, і переховував у своєму домі партизан і підпільників.
Ксенія Іліаді допомагала не тільки хворим на туберкульоз, вона лікувала поранених і скалічених, допомагала підпільникам, за що неодноразово могла поплатитися життям.

### Життя після звільнення Харкова від німецьких загарбників
У 1943 році Харків був остаточно звільнений від німецьких окупантів. Ксенія Іліаді продовжила працювати в 2-му тубдиспансері, а багато з врятованих нею чоловіків пішли на фронт. Про Іліаді свідчили, що вона могла поставити безпомилковий діагноз ще до рентгенологічного обстежування пацієнта.
Ксенія Іліаді пішла на пенсію у 72 роки. Точна дата її смерті не встановлена, але, можливо, вона померла у 1970 році.

## Нагороди
Після звільнення Харкова радянська влада звинуватила Ксенію Іліаді у співробітництві з окупаційним режимом. Врятовані нею люди свідчили про її справжню діяльність, завдяки якій вони зберегли життя. Була створена спеціальна комісія для вивчення діяльності Іліаді в окупованому Харкові. У вересні 1967 року Ксенія Іліаді за свій подвиг нагороджена медаллю «За відвагу».

## Пам'ять

Меморіальна дошка Ксенії Іліаді по вул. Потебні, 16

23 вересня 2003 року в пам'ять Ксенії Іліаді встановлена меморіальна дошка на фасаді колишнього протитуберкульозного диспансера № 1 по вулиці Сумській, 52, де вона працювала у 1936—1957 роках. У 2004 році диспансер перевели в будівлю по вулиці Потебні, 16. У 2008 році старий будинок було виключено з переліку пам'яток архітектури, а в 2009 році пам'ятна дошка зникла.
Гроші на другу меморіальну дошку збирали харків'яни, в тому числі грецька громада і студенти Харківського базового медичного коледжу № 1. 12 жовтня 2012 року нова меморіальна дошка була встановлена на фасаді будівлі дитячого відділення Харківського обласного клінічного протитуберкульозного диспансеру по вулиці Потебні, 16. Скульптор Георгій Мартиросян.